# Basilica di Vézelay
La basilica di Santa Maria Maddalena (in francese: basilique Sainte-Marie-Madeleine) è il più importante luogo di culto cattolico di Vézelay, nel dipartimento francese di Yonne, in Borgogna. L'edificio, già chiesa abbaziale cluniacense, è uno dei capolavori dell'architettura romanica, benché parte dell'esterno di esso sia stato deturpato durante la Rivoluzione francese.
Dal 1840 monumento storico di Francia, nel 1920 è stata insignita del titolo di basilica minore, e nel 1979 la basilica e la collina di Vézelay furono inserite nell'elenco dei patrimoni dell'umanità dell'UNESCO.

## Storia
L'abbazia benedettina di Vézelay venne fondata, al pari di numerose altre abbazie, sulla superficie di un'antica villa romana. Questa villa passò infatti nelle mani dei Carolingi e da essi venne donata a Girart, un conte di Rossiglione. I due conventi da lui costruiti vennero depredati e distrutti durante l'invasione dei Mori nell'VIII secolo, mentre un altro convento che si trovava sulla cima di una collina venne dato alle fiamme dai pirati normanni.
Nel IX secolo l'abbazia venne rifondata da Badilo, un seguace dell'Ordine benedettino riformato a Cluny. Vézelay si trova all'inizio della via Lemovicense, una delle 4 strade francesi che fanno parte del Cammino di Santiago di Compostela, utilizzata dai pellegrini per giungere a Santiago di Compostela, in Galizia, nella Spagna nord-occidentale.
Intorno al 1050 i monaci di Vézelay iniziarono a sostenere di possedere le reliquie di Maria Maddalena, portata nell'abbazia dalla Terra santa dal loro fondatore, san Badilo, o da alcuni suoi inviati. Pochi anni dopo un monaco di Vézelay dichiarò di aver trovato in una cripta a St-Maximin, in Provenza, una rappresentazione dell'Unzione di Betania, quando, come raccontano i Vangeli, Maria Maddalena versò dell'olio prezioso sui piedi di Gesù, asciugandoli poi con i propri capelli. Questa rappresentazione si trovava scolpita su di una tomba vuota e i monaci di Vézelay sostennero che essa era la tomba della Maddalena, i resti della quale erano stati traslati presso la loro abbazia.
Da quel momento i prigionieri che erano stati liberati iniziarono a portare all'abbazia le loro catene come offerta votiva; l'abate Geoffroy, eletto nel 1037, fuse queste catene e le riforgiò come cancellata in ferro battuto, posta sull'altare della Maddalena. Il crescente pellegrinaggio verso questo luogo, con le numerose donazioni effettuate dai fedeli, permise quindi la costruzione dell'edificio che vediamo ancor oggi.
Il 21 aprile 1140 venne consacrato il nuovo edificio, ma le spese furono così ingenti che nelle terre controllate dall'abbazia le tasse vennero alzate, provocando una rivolta che culminò nell'uccisione dell'abate. Il flusso dei pellegrini comunque continuò senza sosta, divenendo tale che nel 1132 venne inaugurato da papa Innocenzo II un nuovo nartece, costruito per cercare di contenere il crescente numero di persone che raggiungevano Vézelay.
Nella Pasqua del 1146 san Bernardo di Chiaravalle iniziò qui la sua predica in favore della seconda crociata, in presenza del re Luigi VII di Francia. Nel 1166, durante il suo esilio, Thomas Becket scelse l'abbazia di Vézelay per pronunciare il famoso sermone con il quale scomunicava il re Enrico II d'Inghilterra e i suoi principali sostenitori. Nel 1190 qui si incontrarono Riccardo I d'Inghilterra e Filippo II di Francia, passando 3 mesi all'abbazia prima di partire per la terza crociata.
L'abbazia di Vézelay visse un lungo periodo di declino che iniziò con la scoperta, molto pubblicizzata, del corpo di Maria Maddalena, avvenuto nel 1279 a Saint-Maximin-la-Sainte-Baume e che ricevette l'appoggio regale di Carlo II d'Angiò: quando egli eresse un convento domenicano a La Sainte-Baume, la teca venne trovata integra, con un'iscrizione che spiegava la ragione per cui era stata nascosta. Subito i monaci domenicani del luogo iniziarono a compilare un elenco dei miracoli che sarebbero stati provocati da queste reliquie, e la posizione di Vézelay come luogo simbolo per il culto di Maria Maddalena ricevette un durissimo colpo.
Dopo la Rivoluzione, l'abbazia correva il rischio di crollare. Nel 1834 il nuovo ispettore francese per i monumenti storici, Prosper Mérimée (noto soprattutto per il racconto Carmen da cui fu tratta l'opera di Georges Bizet) diede l'incarico al giovane architetto Eugène Viollet-le-Duc di intraprendere una massiccia opera di restauro, condotto a più riprese fra il 1840 e il 1861.
Dal 1993 la gestione della basilica, per tutti gli aspetti religiosi e culturali, è affidata alle Fraternità monastiche di Gerusalemme. Viene celebrata la liturgia tre volte al giorno e, con particolare solennità, le feste dell'anno. I monaci e le monache assicurano le visite alla basilica durante tutto l'anno e vivono del loro lavoro part-time (per preservare la loro vita contemplativa). La basilica di Vézelay è inoltre una parrocchia dell'arcidiocesi di Sens.

## Descrizione

### Misure e dimensioni
| Parametro                          | Misura  |
| ---------------------------------- | ------- |
| Lunghezza esterna                  | 120 m   |
| Lunghezza del nartece              | 22 m    |
| Lunghezza della navata centrale    | 62,50 m |
| Lunghezza del coro                 | 22 m    |
| Altezza del nartece                | 19,50 m |
| Altezza della navata centrale      | 18,55 m |
| Altezza del coro                   | 22 m    |
| Altezza della torre di San Martino | 38 m    |

### Esterno

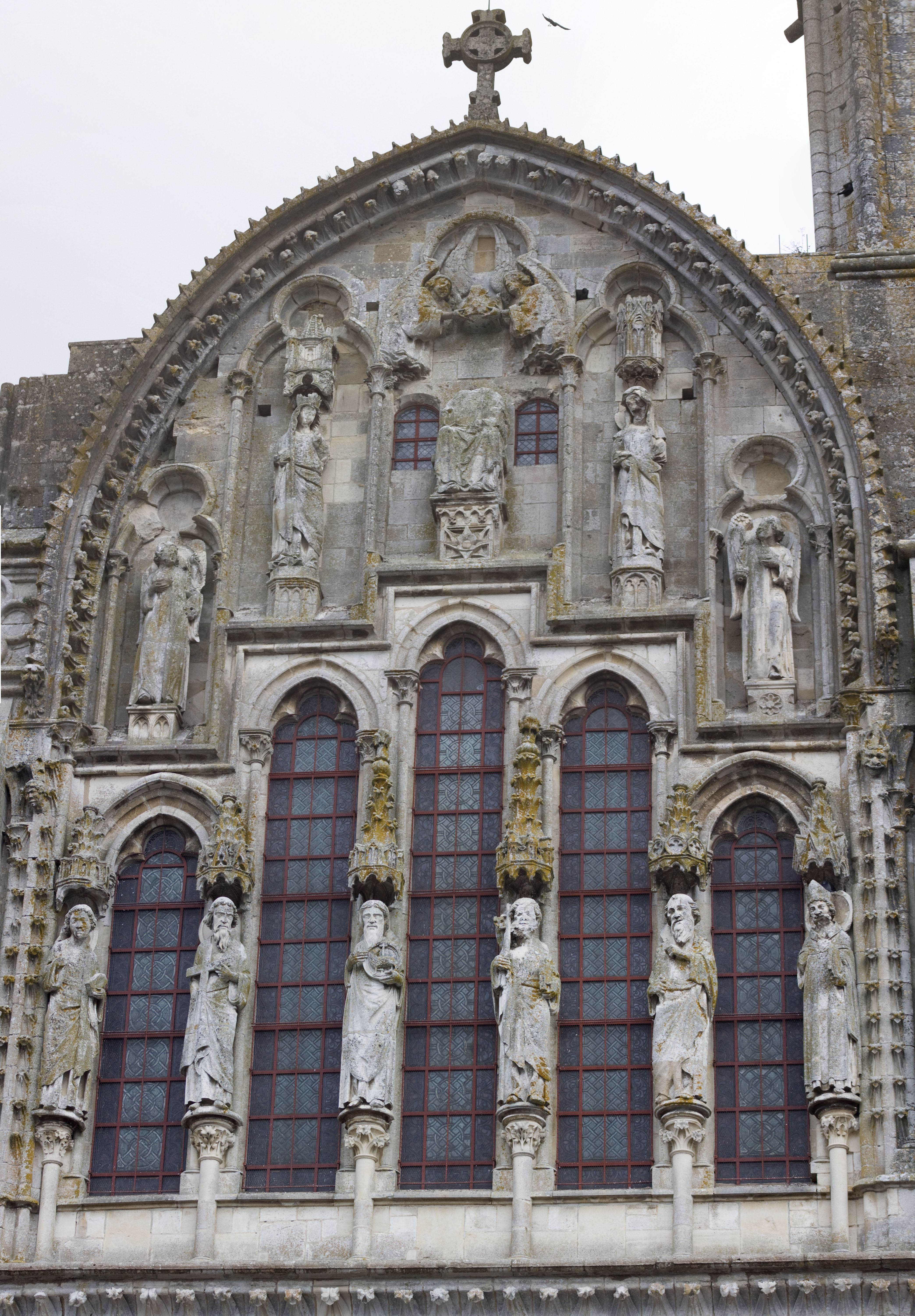
Il timpano della facciata

La facciata della basilica, orientata verso ovest, venne costruita nel XIII secolo ed è stata profondamente rimaneggiata nell'ottocento. La sua struttura, che rispecchia quella interna a tre navate, è costituita da un corpo centrale stretto fra due torri campanarie laterali, con quella di sinistra rimasta incompleta. Alla base della facciata, si aprono i tre portali, con profonda strombatura. Il portale centrale, bipartito con una colonna con capitello scolpito, è sormontato da una lunetta all'interno della quale si trova un bassorilievo raffigurante il Giudizio universale, realizzato nel 1858 su disegno di Eugène Viollet-le-Duc. La composizione vede, al centro, Cristo giudice in trono con le braccia spalancate con, alla destra, i dannati diretti all'Inferno e, alla sinistra, i beati diretti alla Gerusalemme celeste. Nel registro inferiore, si trovano alcune scene della vita di Gesù, tra le quali la Maddalena che lava i piedi a Cristo, all'estrema destra. Al disopra del portale, in corrispondenza della navata centrale interna, si apre una pentafora costituita da cinque esili monofore ogivali simmetricamente disposte in base alla loro altezza, intervallate da sei sculture di santi che, da sinistra, sono: San Giovanni evangelista, Sant'Andrea apostolo, San Giovanni Battista, San Pietro apostolo, San Paolo apostolo e San Benedetto da Norcia. La parte centrale della navata termina con un timpano avente la forma di arco a sesto acuto con le statue di Cristo in trono incoronato da angeli (al centro), della Madonna (a sinistra), della Maddalena (a destra) e di due angeli. Delle due torri campanarie, quella di sinistra è rimasta incompiuta ad eccezione del primo ordine inferiore, mentre quella di destra, detta di San Martino è alta 38 metri.

### Interno

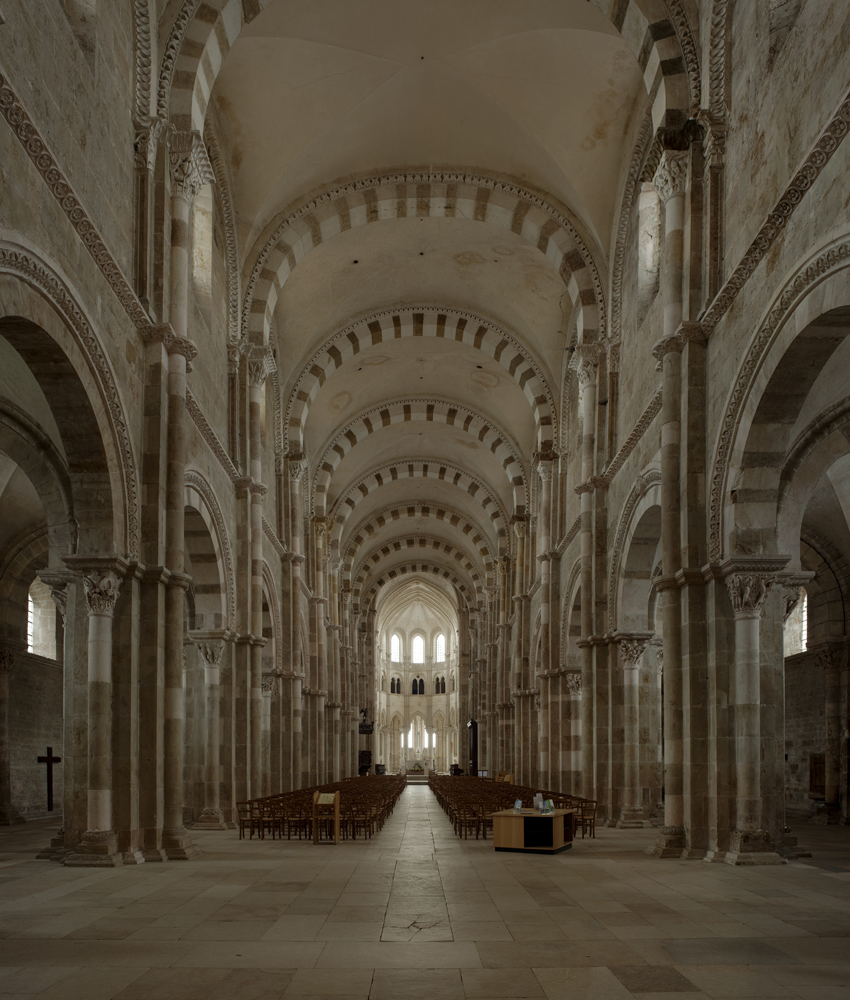
Interno

All'interno, la basilica è a pianta a croce latina, con piedicroce e nartece tre navate, transetto e coro con deambulatorio e cappelle radiali. Il piedicroce e il nartece sono in stile romanico e furono costruiti tra il 1120 e il 1150, mentre il transetto e il coro, in stile gotico, furono costruiti tra il 1185 e il 1190.
Il nartece è costituito da tre campate e presenta coperture con volta a crociera sia nella navata centrale, sia in quelle laterali; le navate sono divise da archi a sesto acuto poggianti su pilastri polistili. Al di sopra delle navate laterali, si trovano due matronei, che si aprono sulla navata centrale con quadrifore con archetti a tutto sesto poggianti su colonnine. Sulla parete divisoria fra nartece e piedicroce, si aprono tre portali con lunette scolpite: la lunetta del portale centrale (1125-1130) raffigura Cristo in trono che trasmette lo Spirito agli Apostoli; quella del portale di destra, l'Annunciazione, la Visitazione, la Natività di Gesù e l'Adorazione dei Magi; quella del portale di sinistra, l'Ascensione e la Cena di Emmaus.
Il piedicroce è costituito da dieci campate, con tre navate separate da archi a tutto sesto poggianti su pilastri polistili ed illuminate da monofore a tutto sesto; non vi è né matroneo, né triforio.
Il coro gotico è circondato da un deambulatorio con nove cappelle radiali, quattro rettangolare e cinque semicircolare, e presenta un triforio composto da bifore ed un cleristorio composto da monofore ogivali.

### Organo a canne
Sotto l'ultima arcata tra la navata centrale e la navata laterale di destra, a pavimento, si trova l'organo a canne della basilica, costruito nel 1922 dalla ditta organaria Frères Reygaert.
Lo strumento, a trasmissione meccanica, ha 16 registri su due manuali e pedale. La cassa lignea, di fattura geometrica, presenta una mostra di canne di principale con bocche a scudo disposte in tre campi.

### Interpretazioni simboliche
Presso il capitello superiore della prima colonna a destra della navata centrale si trova un bassorilievo che rappresenta da un lato Giuda impiccato all’albero, dall’altro un uomo che con un’espressione di dubbio porta sulle sue spalle lo stesso Giuda morto. Nel 2016 Papa Francesco ha spiegato che l’uomo rappresentato non è un becchino ma il buon pastore ossia Gesù che simbolicamente recupera la pecora smarrita. Questa affermazione ha scatenato delle polemiche in seno alla Chiesa perché si ritiene l’interpretazione errata e mistificatoria.

## Galleria d'immagini

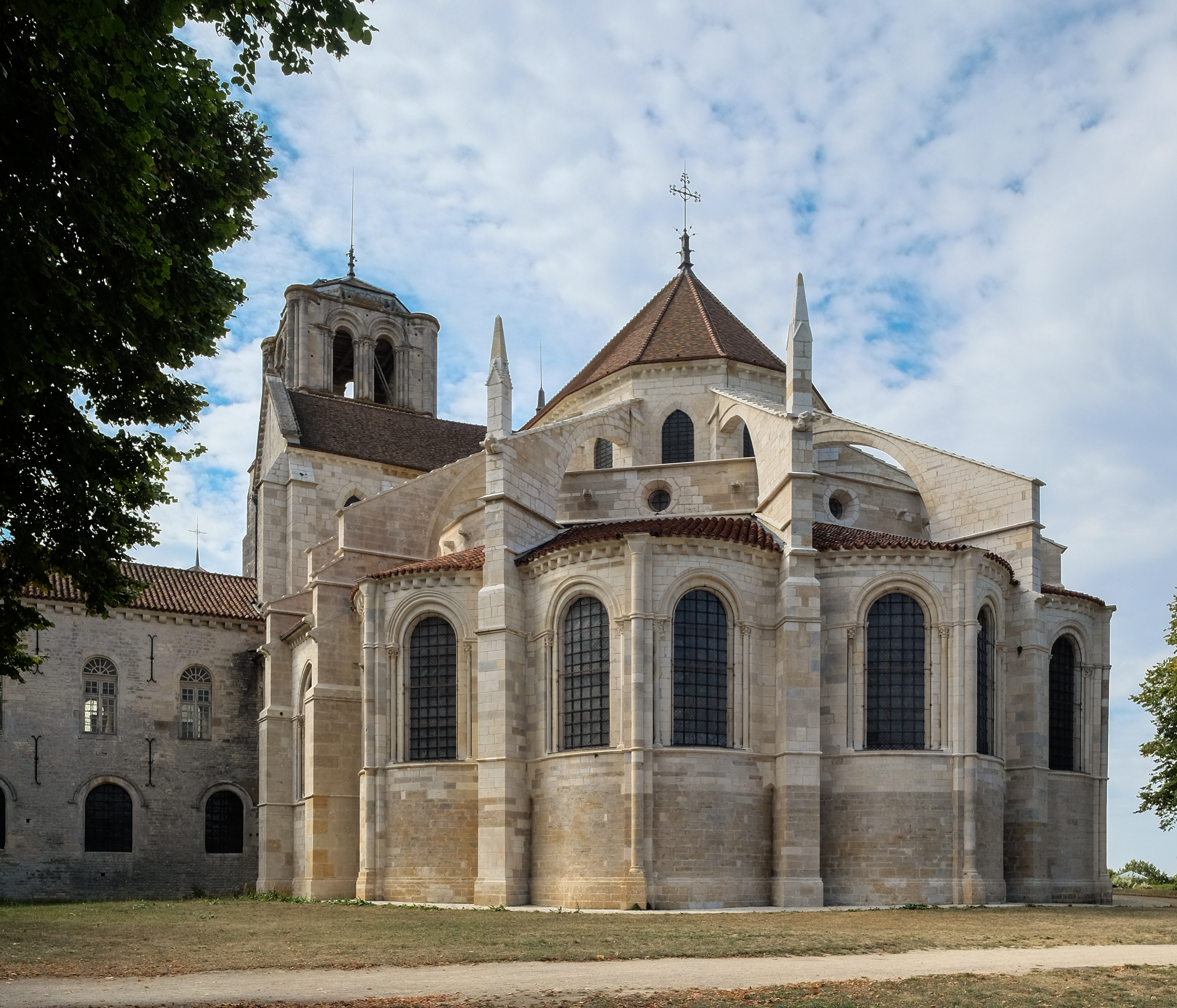
Esterno dell'abside
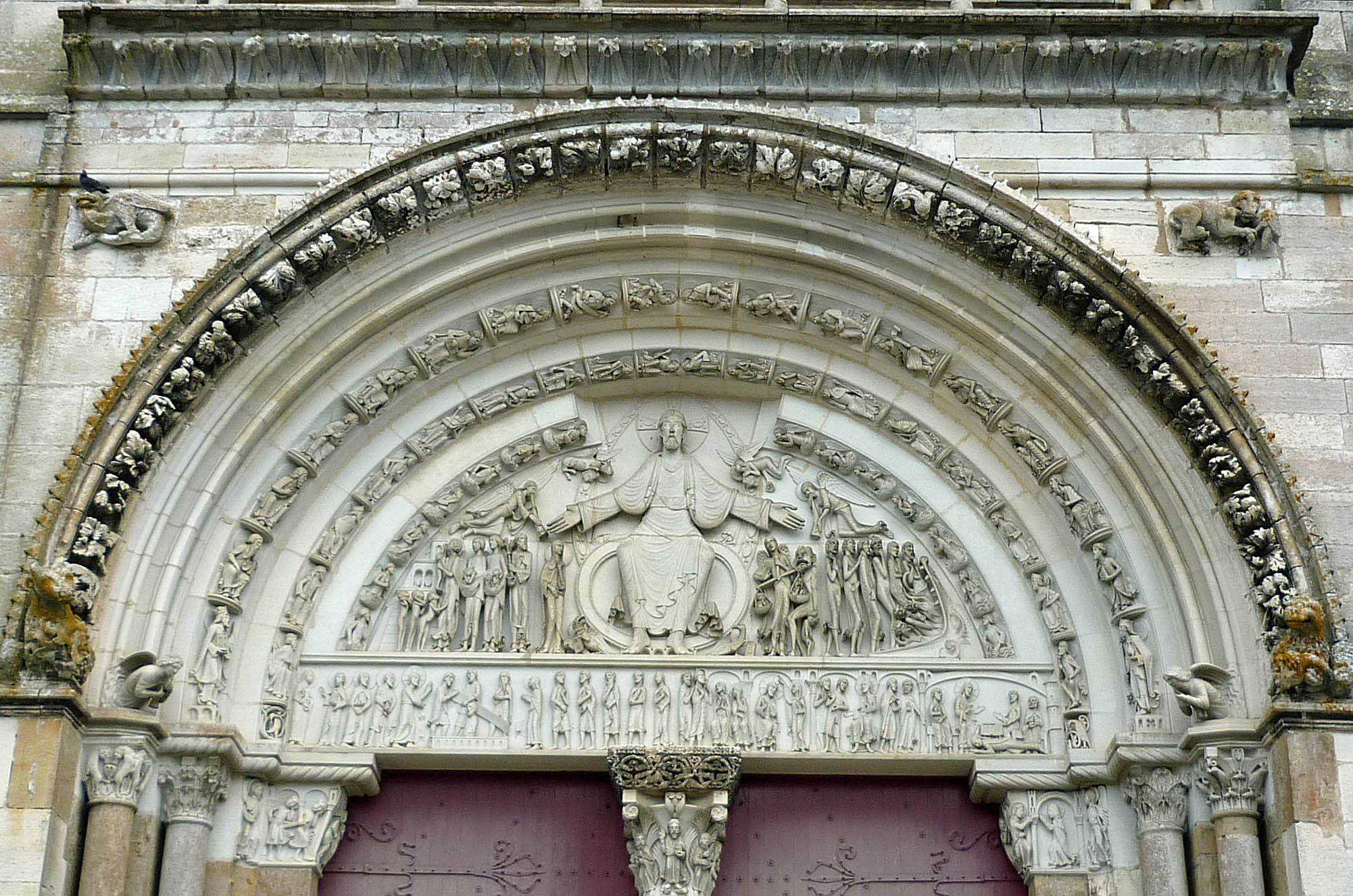
Lunetta del portale centrale della facciata
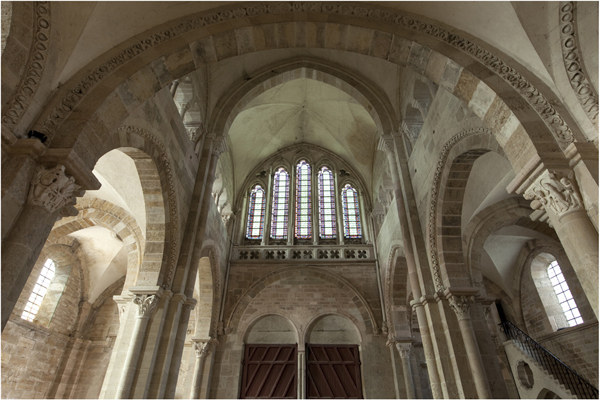
Interno del nartece
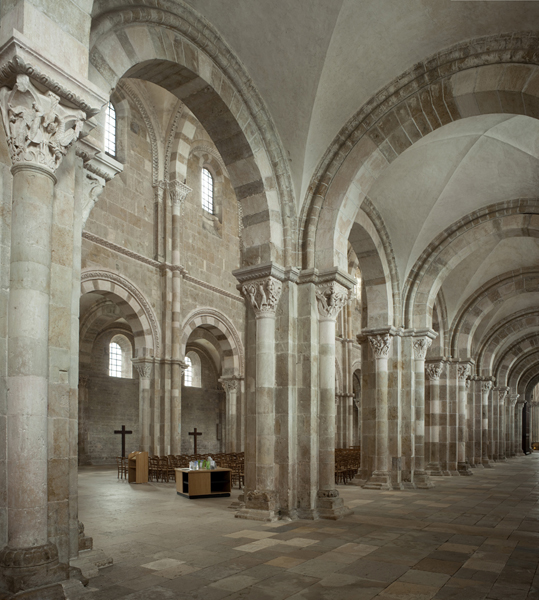
Scorcio delle navate romaniche
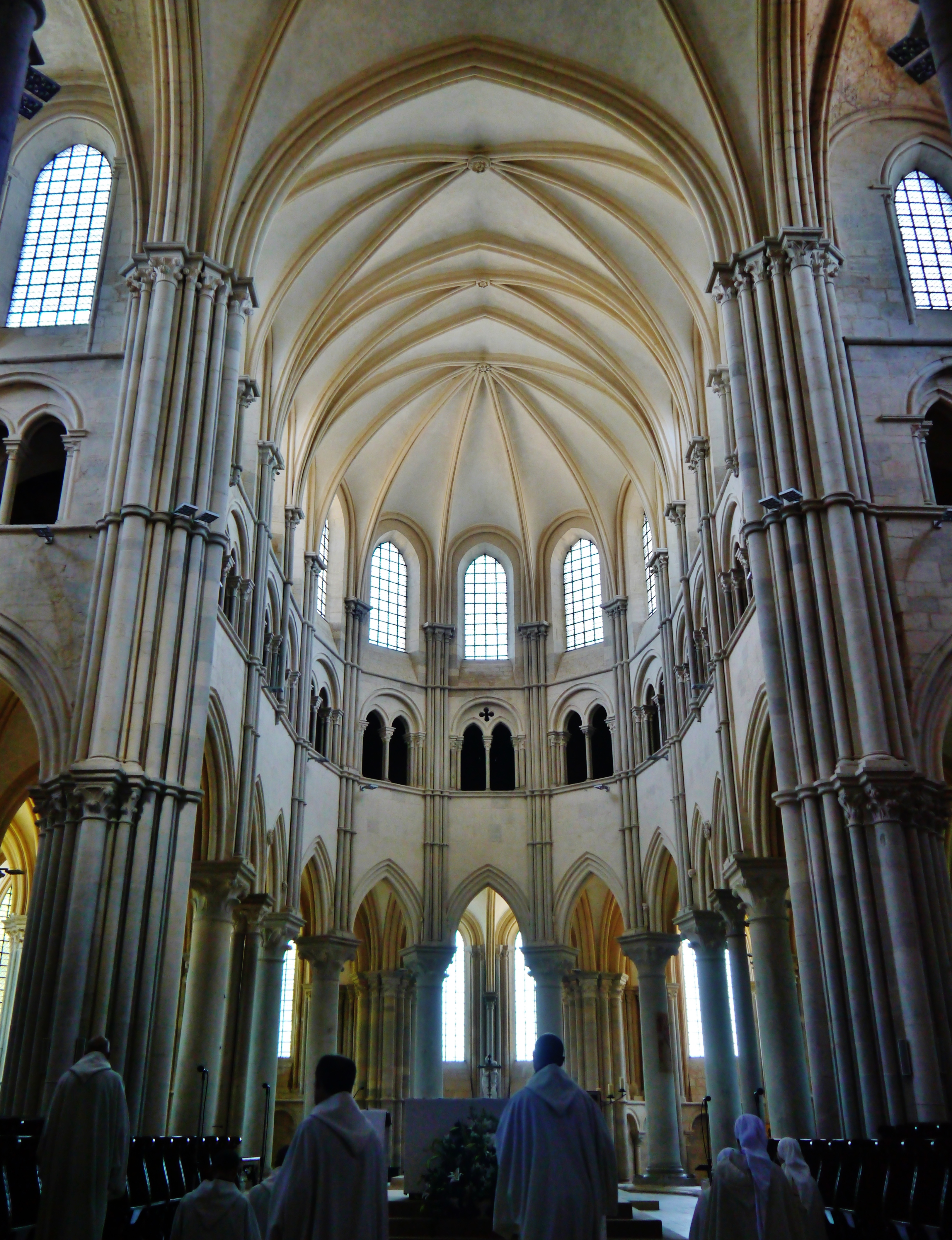
Il coro gotico
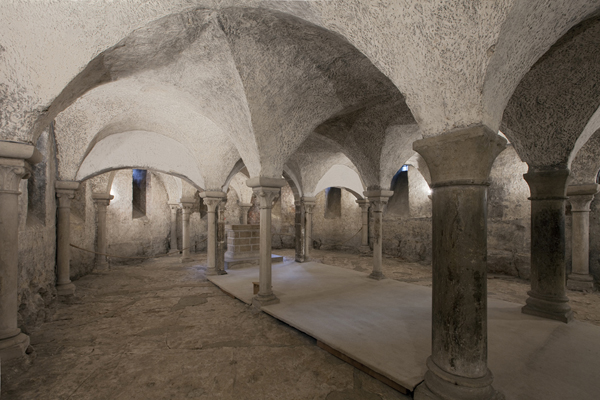
La cripta
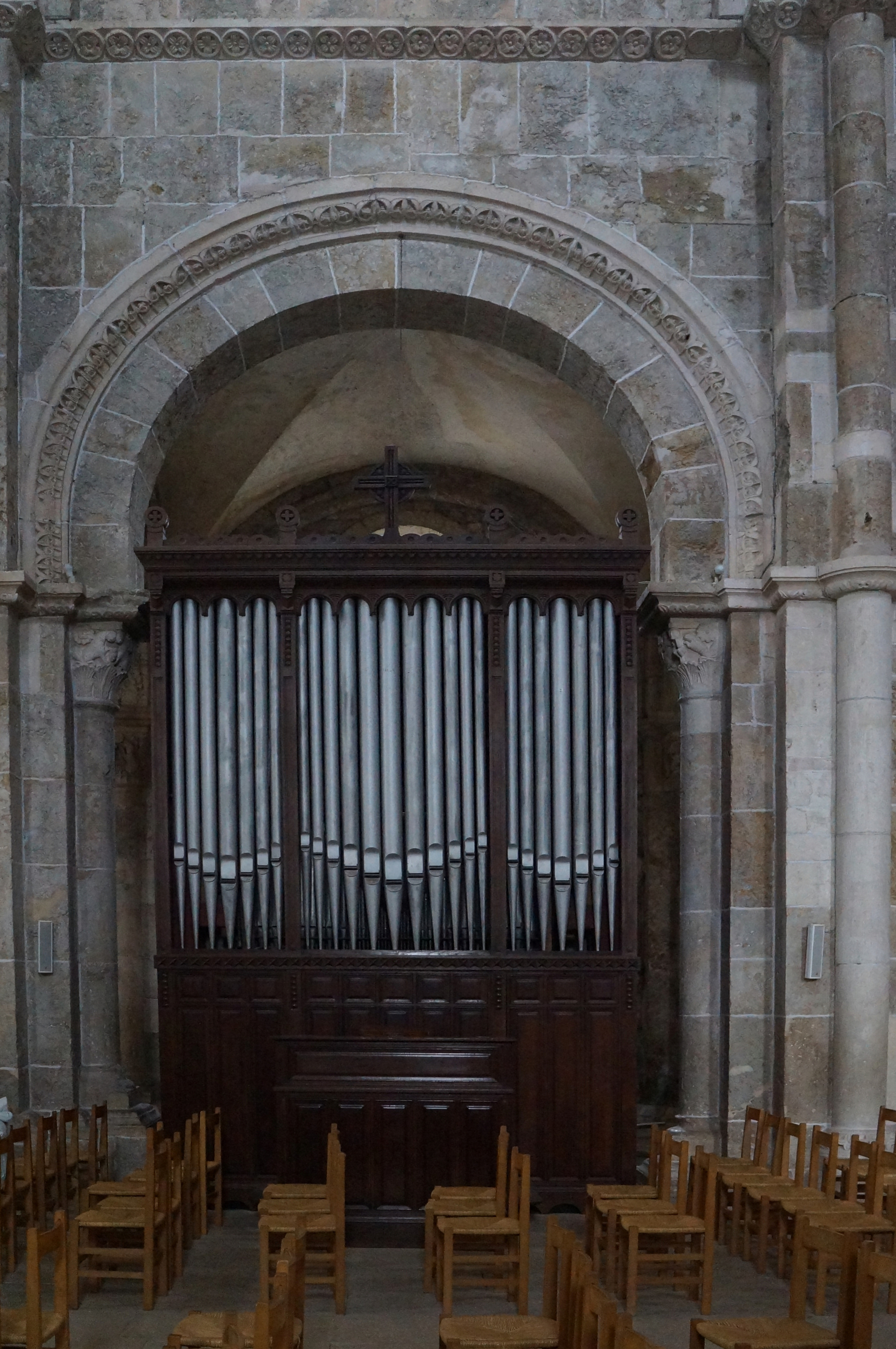
L'organo a canne
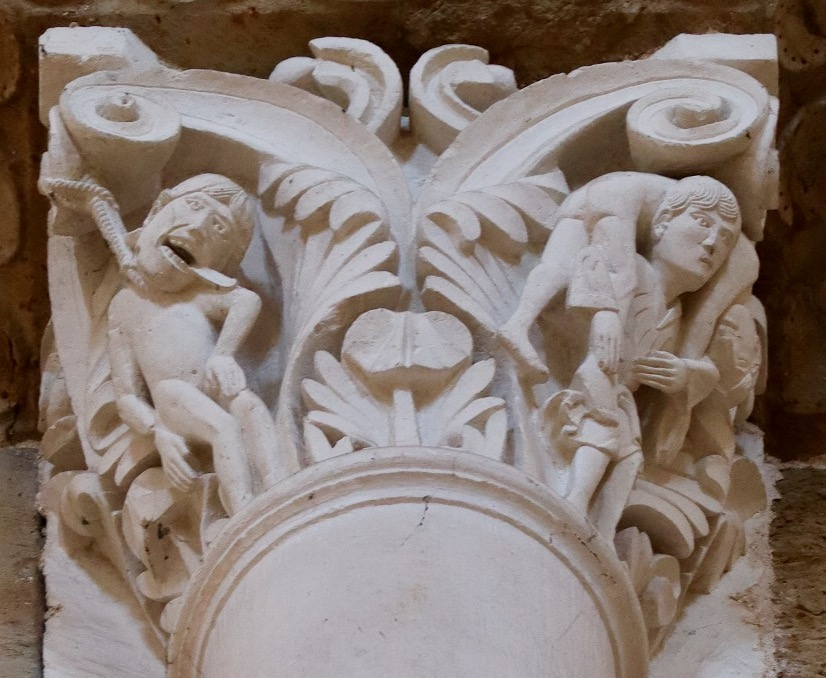
Il capitello di Giuda